# Parafia św. Jana z Dukli w Żytomierzu
Parafia św. Jana z Dukli w Żytomierzu – rzymskokatolicka parafia znajdująca się w diecezji kijowsko-żytomierskiej, w dekanacie Żytomierz, na Ukrainie. Opiekę duszpasterską nad parafią sprawują ojcowie franciszkanie.

## Historia
4 kwietnia 1761 król Polski August III Sas nadał bernardynom ziemię w Żytomierzu pod budowę świątyni i klasztoru. 26 września 1763 powstał klasztor i drewniany kościół pw. św. Jana z Dukli. Kościół spłonął w 1820. Nową, obecną świątynię wzniesiono w 1842. W tym też roku władze carskie skasowały klasztor bernardyński. Aby uchronić klasztor przed przejęciem przez Rosjan, ustanowiono przy nim seminarium duchowne, działające do 1917. Stąd kościół pw. św. Jana z Dukli był nazwany kościołem seminaryjnym.
Po rewolucji październikowej katolików spotkały prześladowania, a kościół i klasztor zostały znacjonalizowane. Franciszkanie powrócili do Żytomierza 17 maja 1992. Po zwrocie kościoła, został on wyremontowany oraz reorientowany z powodu wybudowania w czasach sowieckich budynku przed wejściem głównym od strony Placu Katedralnego. 25 października 1997 kościół rekonsekrował biskup kijowsko-żytomierski Jan Purwiński. 1 marca 2006 władze ukraińskie zwróciły franciszkanom budynek klasztoru.